# Roquetes
|  | Per a altres significats, vegeu «Roquetes (desambiguació)». |

Roquetes és un municipi situat al sud-oest de la comarca del Baix Ebre.
És el segon municipi en extensió de la comarca (136,64 km²). La major part del seu terme correspon a la part muntanyenca dels Ports de Tortosa-Beseit, on assoleix la seua màxima alçada amb el Mont Caro (1.441 metres). Al peu dels Ports s'estenen unes amples planes que arriben prop de l'Ebre.
5.582,70 hectàrees formen part del Parc Natural dels Ports, de les quals 187,33 pertanyen a la Reserva Natural Parcial de les Fagedes dels Ports.
Al NW del municipi hi ha la Raval Noval i en direcció SW s'hi troben la Raval de la Mercè i la Raval de Crist.
Forma part de l'Associació de Municipis per la Independència.

## Geografia
- Llista de topònims de Roquetes (Orografia: muntanyes, serres, collades, indrets..; hidrografia: rius, fonts...; edificis: cases, masies, esglésies, etc).

## Història
L'origen de la ciutat el trobem en una alqueria islàmica (Masada) donada per Ramon Berenguer IV a Tortosa després de la conquesta d'esta ciutat (1149), que es convertí posteriorment en el Mas d'en Ortiz (1603). En 1781 ja té el tractament de Raval mantenint esta condició fins al 1850.
Roquetes se segregava oficialment de Tortosa el 22 de març de 1850, per un reial decret d'Isabel II. Uns dies després, el 14 d'abril, se materialitzava el fet amb l'acte de constitució del primer Ajuntament al núm. 43 del carrer de la Gaia, casa del qui fou el primer alcalde del municipi, Ramon Bosch i Rosell.
El 25 de juliol de 1857 se va inaugurar el Canal de la Dreta de l'Ebre, tot i que no entrà en funcionament fins al 1860, una de les eines que més prosperitat ha reportat a l'economia de Roquetes al llarg del temps.
L'any 1880 Alfons XII concedeix a Roquetes el títol de ciutat.
En 1885 s'inaugura el tramvia de tracció animal entre el barri de Ferreries i Roquetes, amb un ramal a Jesús. És en este mateix any quan se declara l'epidèmia de còlera a la ciutat. Va ser el succés més tràgic del segle xix. Hi van morir més de 200 persones i va suposar també una fugida de la població cap a altres municipis.
El topònim Roquetes, freqüent en la toponímia catalana, se refereix a terres d'escassa qualitat agrícola. Les primeres constatacions de l'existència del topònim per a referir-se a l'actual ciutat del Baix Ebre són de finals del segle xvi, en què ja es parla del nucli de Roquetes de n'Ortís, integrat en la Riba-roja o Vila-roja.
Actualment, Roquetes és una ciutat moderna amb tots los serveis i equipaments que necessiten los ciutadans i visitants, on trobem la simbiosi entre la ciutat industrial i de serveis amb la Roquetes rural.

### El Canal de la Dreta de l'Ebre
El primer projecte que es coneix del canal de reg data de l'any 1381. L'any 1441, es produeix una important pèrdua de collita degut a la mancança de pluja, este factor afavorí l'ampliació de l'assut per facilitar la construcció de séquies i canals. El principal impulsor d'esta infraestructura fou el bisbe Otó de Montcada. Però la sobtada mort d'este, diverses commocions socials del temps i l'esgotament de recursos obliguen a deturar el projecte. L'any 1540, amb la visita a Tortosa de Carles V se reprèn el projecte.
Durant los segles XVI, XVII i XVIII el projecte és représ i s'interromp fins que fou cap al 1847 que s'emprengueren los estudis de la canalització i navegació de l'Ebre. El 26 de novembre de 1851 s'autoritza a la societat anònima "Real Compañía de Canalización del Ebro" a executar les obres necessàries. El 18 de juliol de 1857 s'inaugurà oficialment el canal d'alimentació.

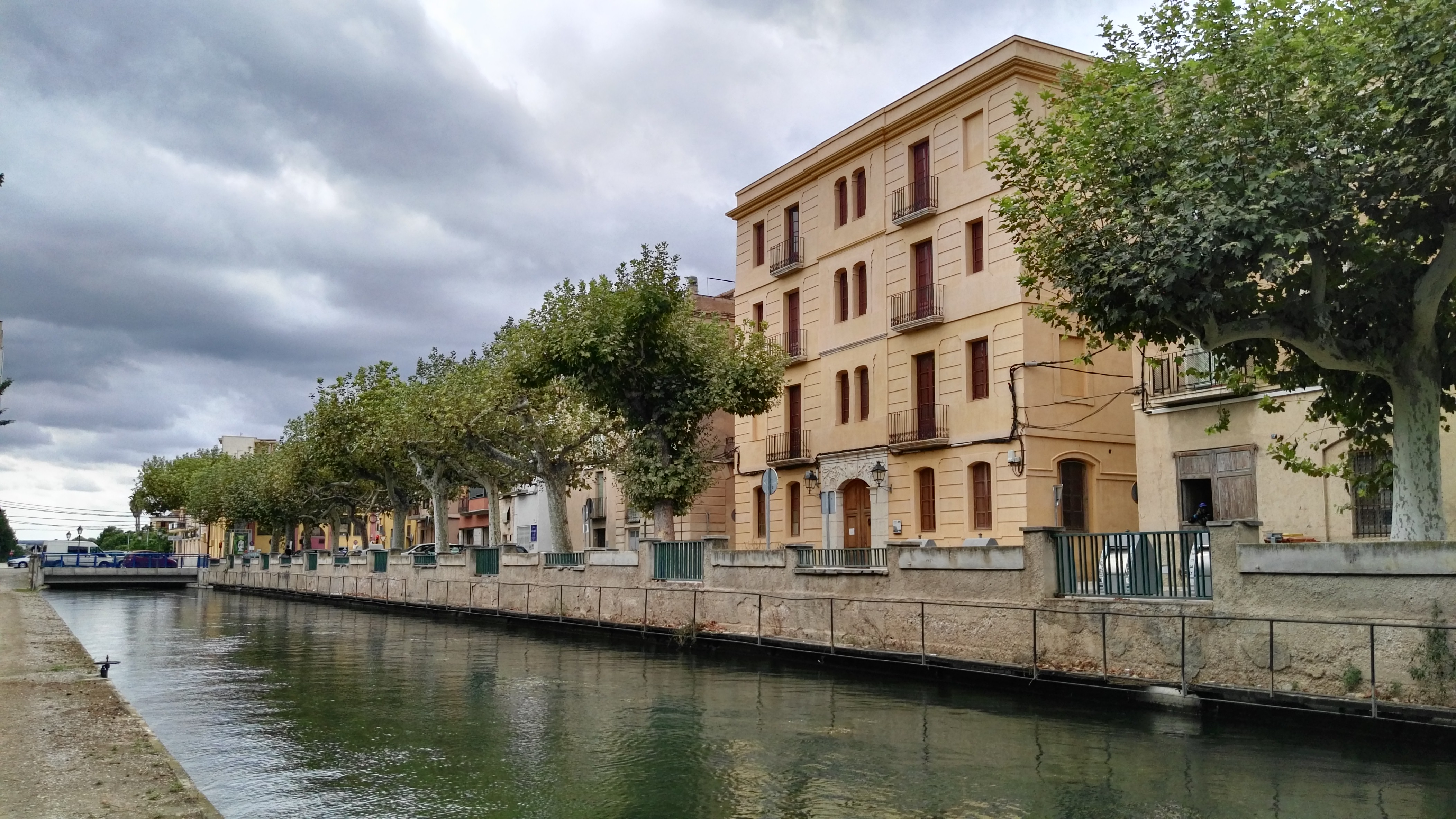
Canal de la Dreta de l'Ebre al seu pas per Roquetes

### Observatori de l'Ebre
Fundat per la Companyia de Jesús i obra posada en marxa pel pare jesuïta Ricard Cirera. La inauguració de forma privada de l'Observatori de Física Còsmica de l'Ebre fou el 8 de setembre de 1904. I de forma pública el 30 d'agost de 1905 tot coincidint amb l'eclipsi total del Sol d'aquell any. L'any 1920 fou substituït pel Pare Lluís Rodés, en esta nova etapa es dugueren a terme importants millores en les instal·lacions, sobretot en el sector de sismologia.
Amb la dissolució de la Companyia de Jesús, el patronat de l'Observatori passà a dependre de la Diòcesi de Tortosa, fet que influí en l'organització, l'activitat del centre i en la supressió d'ajuts de l'estat. El maig del 1938 fou substituït pel que fins llavors fou el sots-director, el Pare Antoni Romañà i Pujó. En la seua etapa com a director, l'Observatori amplià el seu camp científic, amb una millora de les instal·lacions i adaptant-les a les necessitats del moment.
El 3 d'octubre de 1970 cedeix la direcció al Pare Josep Oriol Cardús i l'Observatori queda estructurat en cinc seccions: Heliofísica, Ionosfera, Geomagnestisme, Meteorologia i Sismologia.

### Seminari menor de Sant Josep
La Companyia de Jesús fundà l'any 1906 a Gandia la primera Escola Apostòlica, on assistien alumnes de València i Catalunya. L'any 1912 los Jesuïtes fundaren la segona Escola Apostòlica a la província de Saragossa, acollia alumnes d'Aragó i Catalunya.
De la fusió de totes dues escoles, sorgeix el Seminari Menor de Sant Josep, fundat el 23 de novembre de 1916. Al costat de l'Observatori de l'Ebre, on anteriorment havia estat la Facultat de Filosofia de la Cia. de Jesús.
L'any 1945, se transformà el centre en Col·legi-Seminari, rebia així el nom de "Colegio P.P. Jesuitas".
El centre mantingué l'activitat fins als anys 50, tancament definitiu del centre.
En l'actualitat, la primera planta de l'edifici acull el Centre Cívic del municipi de Roquetes i en la segona planta la Biblioteca de Roquetes Mercè Lleixà.

### El Mercat Municipal
Edifici municipal més important del segle xix junt amb el de l'Ajuntament. Ubicat al Carrer Major. Construït l'any 1892 essent alcalde del municipi el Sr. Joan Alegret Barberà (1890-1893).
El mercat començà el seu funcionament sota el control d'un arrendatari, persona a qui l'Ajuntament li arrendava anualment el servei per una suma de diners, este netejava l'interior i l'exterior de l'edifici. Entrat el segle xx, el servei del mercat passà a dependre del mateix Ajuntament.

### Escorxador Municipal
Des de l'any 1921, Roquetes comptà amb l'Escorxador Municipal. L'Obra va ser inaugurada sota el mandat de l'Alcalde Josep Gisbert Barberà (1920-1923) i va mantenir la seua activitat fins a la dècada dels 1980.
En l'actualitat és la Seu Administrativa del Parc Natural dels Ports i el Centre de Visitants del Parc al Baix Ebre.

## Govern i política
D'ençà la transició democràtica, els alcaldes de Roquetes van ser:
- (1975 - 1979) Àngel Poy i Royo
- (1979 - 1983) Jordi Itarte i Álvarez
- (1983 - 2007) Marià Gil i Agné
- (2007 - 2022) Francesc A. Gas Ferré
- (2022 - ...) Ivan Garcia Maigí (actual alcalde)

### Eleccions municipals
Llista d'alcaldes i nombre de regidors per partit
| Junts | -      | -  | -  | -      | -      | -  | -  | -  | -      | -      | 2  | 2  |
| PSC | 4      | 7  | 7  | 6      | 6      | 6  | 6  | 6  | 3      | 2      | 2  | 2  |
| PP | -      | 3  | 3  | 2      | 2      | 2  | 1  | 1  | 1      | 1      | -  | -  |
| ERC | -      | 0  | -  | 0      | 1      | 2  | 3  | 4  | 5      | 6      | 6  | 7  |
| ECP | -      | -  | -  | -      | -      | -  | -  | -  | -      | 1      | 2  | 2  |
| VOX | -      | -  | -  | -      | -      | -  | -  | -  | -      | -      | -  | 0  |
| C's | -      | -  | -  | -      | -      | -  | -  | -  | -      | -      | 1  | -  |
| CiU | 1      | 2  | 2  | 3      | 2      | 2  | 1  | 1  | 2      | 2      | -  | -  |
| UCD | 2      | -  | -  | -      | -      | -  | -  | -  | -      | -      | -  | -  |
| Altres | 4a; 2b | 1c | 1d | 1d; 1e | 1e; 1f | 1f | 2g | 1h | 2i; 0h | 1i; 0j | -  | 0k |
| Total | 13     | 13 | 13 | 13     | 13     | 13 | 13 | 13 | 13     | 13     | 13 | 13 |
| a Unión Independiente; b Coalición Democrática; c Independientes; d CDS; e Catalunya Lliure; f Independents Units per Roquetes - FIC; g Independents per l'Ebre - FIC; h Ebrencs Independents; i PxC; j Roquetencs Tots Units; k Valents |        |    |    |        |        |    |    |    |        |        |    |    |

## Economia
L'activitat econòmica tradicional del municipi ha estat l'agrícola. En les planes situades al peu dels Ports, l'agricultura de secà (olivera, garrofer i ametller, majoritàriament) en minifundis ha estat l'activitat majoritària, a la qual darrerament s'han anat introduint el conreu del taronger aprofitant l'explotació dels aqüífers. Al voltant del Canal de la Dreta de l'Ebre es conreen arbres fruiters (tarongers i mandariners, especialment), hortalisses i arròs. La construcció del canal produí un canvi fonamental en l'agricultura i l'economia del sector.
L'electricitat arriba al municipi l'any 1911, este fet ajuda que la indústria local se vagi transformant i diversificant.
L'any 1920 Roquetes tenia un important sector industrial, comptava amb una fàbrica de mitges i mitjons, una fàbrica de fusta, una cooperativa d'oli de pinyolada, una fàbrica d'alcohol i derivats i una de sabó.
El sector terciari té poca incidència degut a la proximitat amb la capital de comarca, Tortosa.

## Demografia
| Entitat de població | Habitants (2023) |
| Roquetes            | 6.281            |
| Raval de Cristo     | 2.021            |
| Font: Idescat       |                  |

| 1497 f | 1515 f | 1553 f | 1717 | 1787 | 1857  | 1877  | 1887  | 1900  | 1910  |
| ------ | ------ | ------ | ---- | ---- | ----- | ----- | ----- | ----- | ----- |
| -      | -      | -      | -    | -    | 4.043 | 4.996 | 4.445 | 4.933 | 5.102 |

| 1920  | 1930  | 1940  | 1950  | 1960  | 1970  | 1981  | 1990  | 1992  | 1994  |
| ----- | ----- | ----- | ----- | ----- | ----- | ----- | ----- | ----- | ----- |
| 5.691 | 5.832 | 5.514 | 5.813 | 5.706 | 5.617 | 5.766 | 5.866 | 5.535 | 5.535 |

| 1996  | 1998  | 2000  | 2002  | 2004  | 2006  | 2008  | 2010  | 2012  | 2014  |
| ----- | ----- | ----- | ----- | ----- | ----- | ----- | ----- | ----- | ----- |
| 6.057 | 6.215 | 6.366 | 6.640 | 7.017 | 7.444 | 7.987 | 8.231 | 8.333 | 8.287 |

| 2016  | 2018  | 2020  | 2022  | 2024  | 2026 | 2028 | 2030 | 2032 | 2034 |
| ----- | ----- | ----- | ----- | ----- | ---- | ---- | ---- | ---- | ---- |
| 8.165 | 7.961 | 8.079 | 8.193 | 8.369 | -    | -    | -    | -    | -    |

## Societat i cultura

### Teixit associatiu
Roquetes compta amb un important i ric teixit associatiu. Este format per associacions de veïns, centres universitaris d'investigació i recerca, educació, comunitats de regants, entitats i associacions culturals, esportives, religioses, socials i entitats comercials.

### Ensenyament
A la proclamació de la Segona República Espanyola, es va haver de fer front amb un greu problema, la creació i construcció d'escoles públiques.
A Roquetes, el paper de mestre i polític Marcel·lí Domingo, aleshores Ministre d'Instrucció Pública, fou crucial per l'aprovació de la construcció del centre escolar. El 17 de juny de 1934 s'inaugurà "El Grup Escolar Marcel·lí Domingo", portant el seu nom com a senyal d'agraïment.

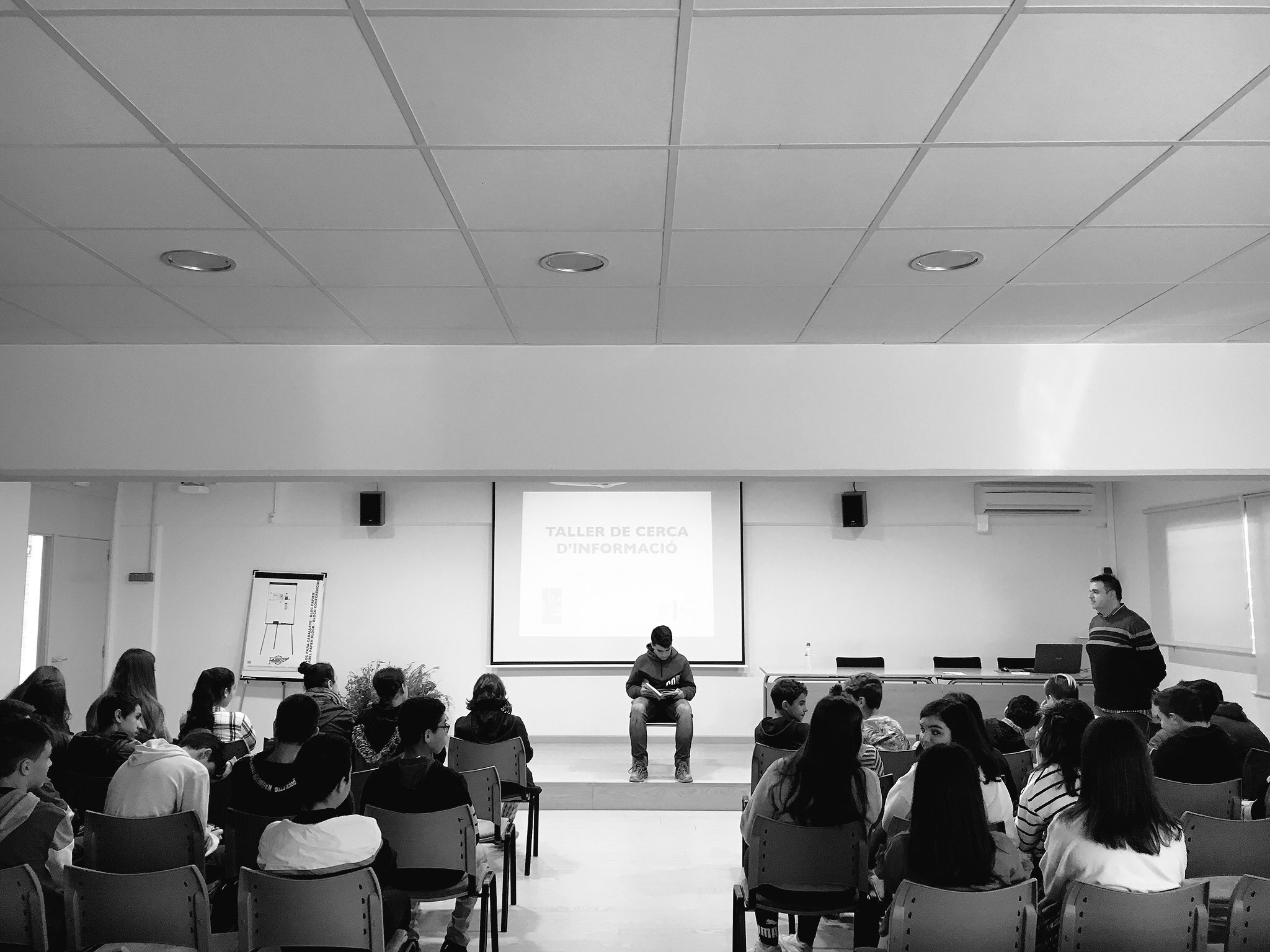
Sala d'actes de l'Institut de Roquetes

Actualment, Roquetes té dos centres d'educació primària públics, l'Escola Mestre Marcel·lí Domingo de Roquetes i l'Escola de la Raval de Cristo. Així com un centre d'educació secundària, l'Institut de Roquetes.

### La Lira
"Sociedad Recreativa y Musical la Lira", fundada el 24 de juny de 1907, per un grup de pagesos interessats en la promoció de la cultura popular i l'associacionisme obrer.
Entre les primeres activitats destacables i importants de l'associació, fou la creació de l'escola de música, a càrrec dels mestres Joan Cid, Frederic Zaragoza i Mossèn Josep Miravalls. Fruit d'esta escola, l'any 1924 es creà la Banda de Música de la Lira, dirigida pel mestre Jaume Rovira. Més endavant, la Lira, comptarà amb un Orfeó dirigit pel mestre Joan Moreira i Ramos.
L'entitat anà disposant de noves seccions culturals, així com l'escola d'ensenyament primari, i teatre. Esta última, comptà des de 1918 amb un quadre escènic que representa entre d'altres, obres tradicionals com "Don Juan Tenorio" o "La Barraca de Sant Antoni".
En acabar la Guerra Civil, se clausura l'entitat amb la consegüent aturada d'activitats. L'edifici passa a ser gestionat per l'Ajuntament i el teatre fou arrendat a empresaris de cine, amb el nom "Cine Alcázar".
L'any 1967 la Lira obrí portes per continuar la seua tasca cultural.
D'ença fins a l'actualitat, la Lira és un punt àlgid en la vida cultural de Roquetes.

### Festes i tradicions

#### Festa de SantAntoni Abat(17 de gener)
La festivitat del sant s'iniciava en una missa seguida de la benedicció dels animalons i una processó pel poble de Roquetes muntats als cavalls i matxos. A continuació, curses de cavalls a la carretera Roquetes-Jesús. A la tarda davant l'església, ballada de jotes amb actuació del "Canalero" i la seua rondalla. Cap allà l'any 1932, començà a representar-se "La Barraca de Sant Antoni". Amb el pas del temps se deixà la interpretació de l'obra, i es recuperà l'any 2012 amb adaptació i direcció de Toni Vives.
En l'actualitat, se manté la celebració de la missa, la desfilada amb cavalls i la benedicció dels animals, tot plegat se celebra a la carretera Roquetes-Jesus.

#### Festes Majors (juliol)
Roquetes celebra les festes majors la primera setmana del mes de juliol, festivitat de Sant Gregori d'Òstia, patró de la ciutat.
Coincidint el primer dilluns de juliol el dia de la festa local.
Destaquen com a actes populars i característics de les festes el repartiment de "panoli" per les cases i comerços del municipi per les pubilles, hereus, pubilletes i hereuets vestits de pagesos i pageses. També destaca el coso-iris amb les carrosses que a principis del segle xx eren carros guarnits o "enramats".

#### Tradicionàrius (agost)
La darrera setmana del mes d'agost se celebra el Tradicionàrius de les Terres de l'Ebre, el festival Folk més important, en el qual se pot gaudir de música en viu amb los principals grups d'arreu dels Països Catalans i activitats relacionades amb la cultura popular.

#### "Lo Canalero i la seua Rondalla"
Una altra tradició molt arrelada era la Rondalla, esta rondava les xiquetes, autoritats i tothom que ho sol·licités. La figura principal era el cantador. Les jotes que es canten són sempre improvisades, de quatre versos i repetició dels dos últims.
El cantador més important que ha tingut Roquetes ha estat Josep Garcia Sanz conegut com "Lo Canalero". L'acompanyaven a la guitarra Ramon Tafalla i Juanito Valmaña i al guitarró Joanet de Güec.
Josep Garcia Sanz "Lo Canalero" va néixer a Roquetes el 4 d'agost del 1914. El sobrenom del Canalero li venia per part de l'avi matern, est havia estat encarregat de les obres del Canal de la Dreta de l'Ebre, un cop acabades les obres se quedà de supervisor del canal de Xerta fins a Amposta.
Les seues actuacions no estaven preparades, deia: "La gràcia de la jota tortosina cantada és la improvisació i com a més ràpida un se la pense i digue el que ha de dir, millor".
Jotes de sis versos i un senyal als músics perquè paressin la música eren los trets característics.
Va morir el 26 de juny de 2004.

### Gastronomia
La cuina roquetenca té una riquesa que va des de les altures del Ports fins al Delta de l'Ebre.
Però si hi ha unes postres característiques del municipi, són les anomenades Punyetes de Roquetes. Los ingredients són: farina, sucre, mistela, oli, llet, ous, llima, ametlles i anís.
L'1 de juliol de 1990 i per votació popular s'escollí esta com la pasta típica. "Lo Canalero" així ho cantava:
"-Quan la gent es menjarà
"estes" pastes tan ben fetes
són molts que preguntaran en quin poble n'estan fetes
i qui ho sap contestarà
són Punyetes de Roquetes.-
Unes altres postres típiques i no menyspreables són les anomenades Panoli, també conegut com a primes o coques. Pasta d'origen àrab, rodona i molt prima i porta d'ingredients farina, oli, aigua i matafaluga. Típica de les festes majors, que reparteixen pubilles i pubilletes vestides de pageses entre els habitants de Roquetes.

### Himne
Roquetes, ciutat estimada, 
et cantem una cançó, 
envoltada d'oliveres
de gent bona i d'il·lusió.
Raval de Crist, Raval Nova
i Raval de la Mercè,
Port de Caro, Observatori,
places, camins i carrers.
Roquetes
homes, dones, grans i joves,
Roquetes
tots som gent que et volem bé.
Unint passat i futur
vols avançar en germanor.
Roquetes,
visca Roquetes somniada,
et portem tots dins del cor.

## Arquitectura del municipi

### Església parroquial[11]
Dedicada a Sant Antoni de Pàdua. Bastida l'any 1823. La seua superfície en solar és de nou-cents trenta-sis metres quadrats i la configuració d'estil neoclàssic. Consta d'una sola nau de forma rectangular i absis poligonal.
La nau central està franquejada per contraforts units amb arcada que donen amplitud a l'espai principal; hi trobem, simulant, dos naus laterals que de fet no són més que un espai més de la nau central. Aprofitant los citats espais, hi ha tres altars laterals a cada falsa nau.
La creueria de volta, senzilla, i els nervis de l'absis convergien tots ells en el punt més alt de la cúpula.
Durant el segle xix no hi havia cap motiu pictòric però entrat el segle xx, se pintaren motius de caràcter religiós.
El campanar és de planta quadrada. Quatre campanes el coronen amb nom propi i amb un timbre i orientació diferent: l'Antonia Victòria orientada cap a l'entrada principal de Roquetes, la gregoriana Josefina orientada cap a la població de Jesús, la Sant Josep orientada cap al carrer de la Gaia i la més petita orientada cap a la placeta del Pou.
Pel centenari de la parròquia es va fer patrona del poble la Mare de Déu de la Immaculada.

### Antic Ajuntament
Col·locada la primera pedra el 19 d'abril de 1880 i inaugurat l'any 1881 per l'alcalde Francesc Fonollosa i Hierro, amb este, es complia un dels desitjos de la població, disposar d'un immoble que servís a més a més d'escola i habitatge per als mestres.
Reconvertit després en oficines per al jutjat, a la planta baixa, i per a l'Ajuntament del municipi al primer pis.
Ubicat al carrer Canal.
Actualment la planta baixa de l'edifici és el Centre d'Atenció Primària (CAP), al primer pis està ubicat el Casal de Joves i Telecentre i al segon i tercer pis el Centre d'interpretació museística de Roquetes.

### Mercat Municipal
Ubicat al carrer Major.
Edifici més important del segle xix després de l'Ajuntament.
Construït l'any 1892 essent alcalde Joan Alegret i Barberà (1890-1893). Este aconseguí la cessió dels terrenys per part del seu propietari Alonso Ballester.
Espai de sis-cents cinquanta-cinc metres quadrats.

### Escorxador Municipal[12]
Ubicat a l'Avinguda de la Vall de Safán, s/n.

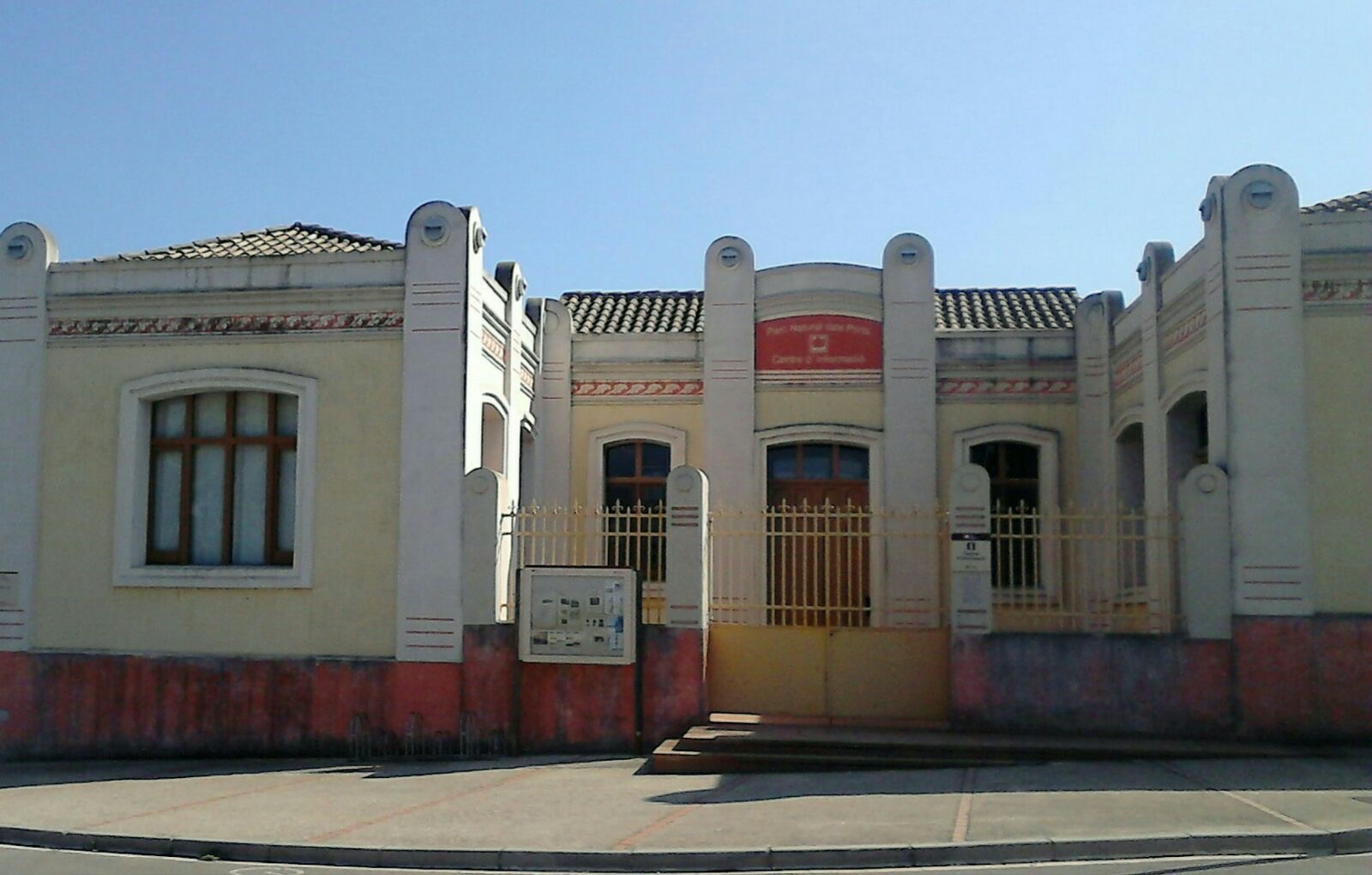
Escorxador de Roquetes

D'arquitecte desconegut, data de l'any 1922, edifici noucentista, aixecat sobre un solar rectangular que dona a quatre carrers. Format per tres naus rectangulars en forma d'U amb accés principal al pati que queda al mig de la construcció. Pilastres rematades amb punt rodó i rodona al mig que es repeteixen en tot el perímetre de l'edific i que sobresurten de la cornisa. Les teulades són a tres aigües les laterals i a dues la del mig.
Sempre funcionà com escorxador, excepte el període de la Guerra Civil, que s'utilitzà per a usos de serveis militars.
Després d'anys d'abandonament i d'una restauració, avui dia funciona com a Centre de Visitants i Seu Administrativa del Parc Natural dels Ports.

### Raval Nova
El projecte d'urbanització de la Raval Nova va ser fet pel mestre Josep Batet. La forma triangular del solar en determinà el procés d'urbanització. Al centre del solar, es deixa prou superfície com per a construir una gran plaça quadrangular, fet excepcional en l'època. Els camins de llargada molt desiguals se creuen perpendicularment amb un carrer, el carrer Major.

### Raval de Cristo
D'origen més tardà que Roquetes, però procés de formació similar. Les primeres referències del topònim daten de l'any 1860, en el nomenclàtor de la província de Tarragona es recull com a raval de Roquetes un grup de 48 cases conegudes anomenades "Casas de Cristo".
També es preveu deixar una gran plaça al centre de la zona urbanitzada, on se construirà una església de més de 800 metres quadrats.

### Raval de Mercè
L'origen del raval així com el nom cal buscar-ho en los establiments realitzats entre 1843-1855 per Felip Mercè i Balaguer, mestre d'obres de fortificacions de Tortosa.
L'any 1855, Ignasi Chavalera, advocat de la població d'Alcanar, començà a vendre una finca de sis o set jornals que pertanyia a la seua muller i la seua cunyada.
Una peculiaritat d'esta iniciativa fou que és la primera zona en què l'Ajuntament de Roquetes exerceix les seues competències urbanístiques. Una altra peculiaritat fou que transformà el raval de Mercè d'un grup reduït de cases en una zona urbanitzada.